# Meister des Peringsdörfer-Altars

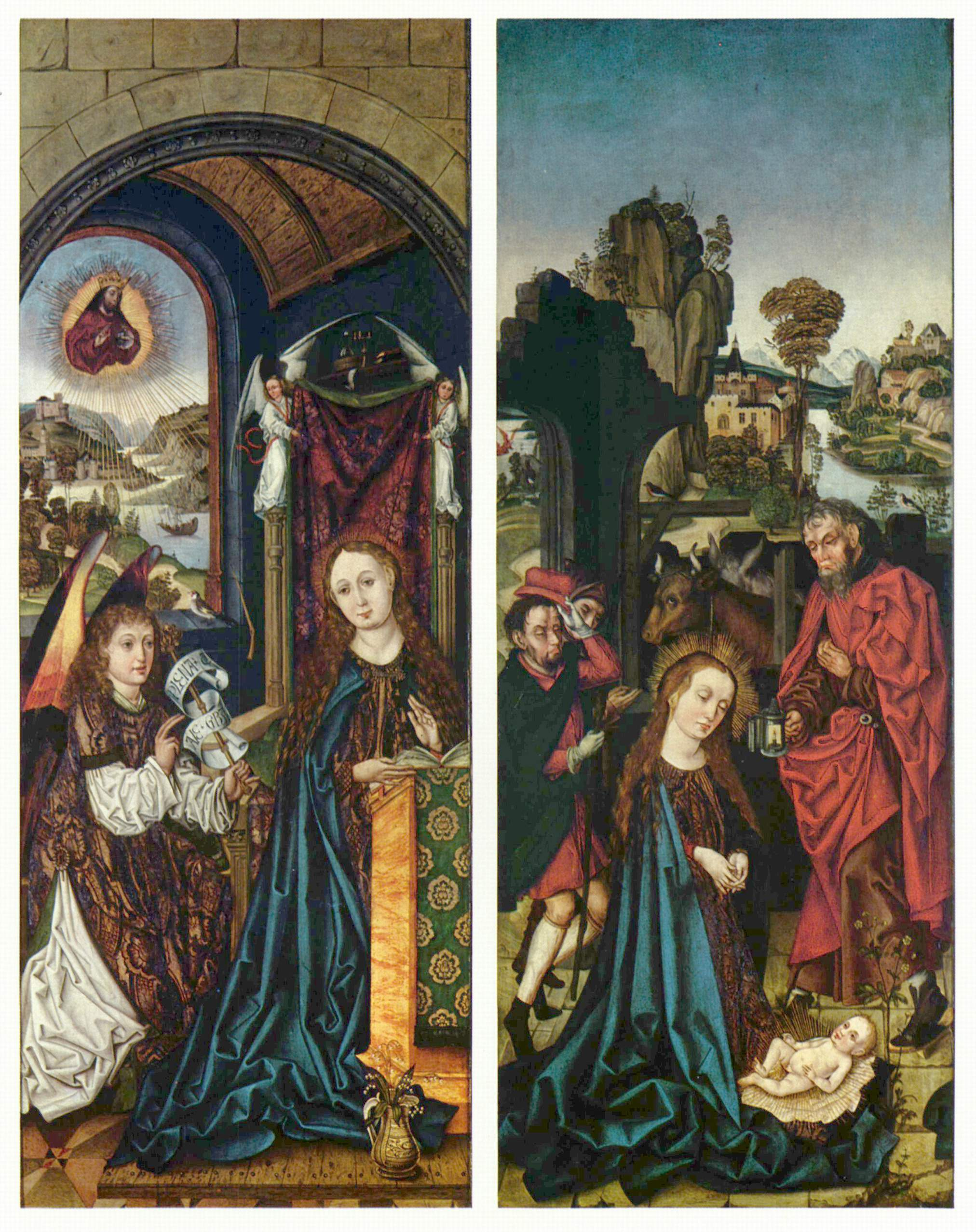
Peringsdörfer-Altar, Szenen: Die Verkündigung an Maria und Die Anbetung des Kindes

Als Meister des Peringsdörfer-Altars wird ein namentlich nicht sicher bekannter spätgotischer Maler aus Nürnberg bezeichnet. Er erhielt seinen Notnamen nach den von ihm um 1485 bis 1488 für die Nürnberger Augustiner-Eremiten-Kirche geschaffenen Bildern zu einem Passions-Altar. Dieser Wandaltar ist nach seinen Stiftern Sebald Peringsdörfer (gest. 1498) und dessen Frau Katharina geb. Harsdörffer benannt. Diese waren auch Stifter des Peringsdörffer-Epitaphs von Adam Kraft (ursprünglich ebenfalls in der Augustinerkirche, heute in der Frauenkirche).

## Werk von oder aus der Schule des Michael Wolgemut
Der Meister des Peringsdörfer-Altars stammt zumindest aus der Schule des Michael Wolgemut, die Bilder des Peringsdörfer-Altars werden auch als Werk von Wolgemut selbst angesehen. Der Stil zeigt einen Einfluss zeitgenössischer niederländischer Malerei und die Entstehung einer neuen Malrichtung in Nürnberg. Es wird vertreten, dass Sixtus Frei der Bildschnitzer gewesen sei.

## Geschichte des Altars
Ursprünglich für eine Kapelle der 1486 geweihten Augustinerkirche in der Sebalder Altstadt gestiftet wurde der Peringsdörfer-Altar nach Auflösung des Klosters 1564 in die Kirche Hl. Kreuz verbracht. Nach deren Zerstörung im Zweiten Weltkrieg wurde der Altar in der Friedenskirche (Nürnberg) aufgestellt.

## Die Bilder des Peringsdörfer-Altars
- Geburt Mariens und Tempelgang
- Verkündigung Mariens
- Geburt Christi mit Anbetung der Hirten
- Anbetung der Heiligen Drei Könige
- Darstellung im Tempel